# Conophytum lydiae
Conophytum lydiae är en isörtsväxtart som först beskrevs av Jac., och fick sitt nu gällande namn av Gordon Douglas Rowley. Conophytum lydiae ingår i släktet Conophytum, och familjen isörtsväxter. Inga underarter finns listade i Catalogue of Life.